# Gonolobus sagasteguii
Gonolobus sagasteguii är en oleanderväxtart som beskrevs av G. Morillo. Gonolobus sagasteguii ingår i släktet Gonolobus och familjen oleanderväxter. Inga underarter finns listade i Catalogue of Life.